# Шеф-кухар Джек: Кухар-авантюрист
«Шеф-кухар Джек: Кухар-авантюрист» (порт. Chef Jack: O Cozinheiro Aventureiro) — бразильський анімаційний пригодницький комедійний фільм 2023 року режисера Ґільєрме Фіуза Дзенья за сценарієм Артура Коста. Прем'єра відбулася 19 січня 2023 року в бразильських кінотеатрах.

## Синопсис
Шеф-кухар Джек, молодий, енергійний і досить зарозумілий чоловік, подорожує світом у пошуках рідкісних інгредієнтів, щоб додати їх до рецептів страв, які він готує, і одного разу бачить рекламу гастрономічної компанії. Телевізійний конкурс, в якому він колись брав участь разом зі своїм батьком, і вирішує, що візьме участь знову. Звичайно, для цього йому потрібні інгредієнти страви, яку він має намір представити як найкращий рецепт свого життя, якщо пройде до фіналу конкурсу, а також помічник, який допомагатиме йому в тестах і під час приготування страви під час змагання в програмі.

## Акторський склад
У цьому фільмі брали участь такі актори:
- Дантон Мелло — шеф-кухар Джек
- Родріго Вашбургер — Леонард
- Сінтія Феррер — Домініка
- Сесілія Фернандес — Барбара / Лев
- Ренан Рамме — Джеремі / Десмонд
- Альваро Росакоста — Тоніньйо
- Тасія Д'Паула — Аліса
- Гільєрме Бріггс — Тікі / Бобер-голосоносець
- Режане Фаріа — Адаезе
- Маріса Ротенберг — Еліза
- Ана Лаура Саллес — Ндіді
- Рената Корреа — Джульєтта / Жюстін / Юмі
- Карлос Магно Рібейро — Назаар
- Джордано Бечелені — Боб